# Waterlijst

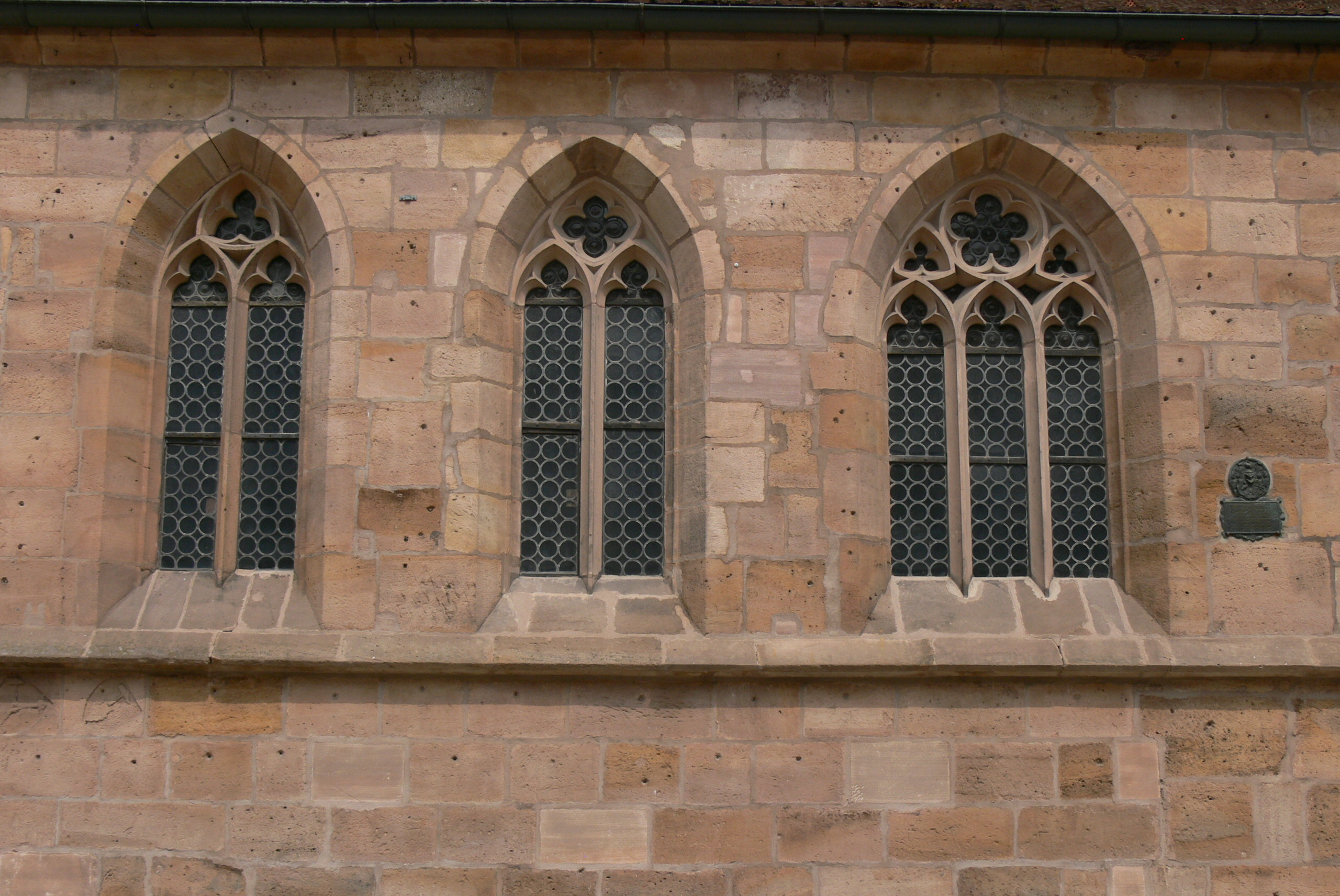
Waterlijst met een hellend bovenvlak

Een waterlijst is een uitspringende rand met een hellend bovenvlak (afzaat), waarlangs het hemelwater afvloeit. De lijst is aan de onderkant voorzien van een waterhol om te voorkomen dat het aflopende water op de gevel terechtkomt.
Een waterlijst bestaat meestal uit horizontale bakstenen of natuurstenen blokken die met een overstek op of in een muur van een gebouw of bouwwerk zijn aangebracht.
Een waterlijst kan ook van metaal zoals aluminium of gemoffeld staal zijn gemaakt. Vooral als de muur van het bouwwerk op een bepaalde hoogte iets inspringt is het aanbrengen van een waterlijst van belang.
Verwante elementen zijn: waterslagen en raamdorpelstenen die dienstdoen als waterlijst of waterslag.